# Saint-Brieuc
Saint-Brieuc, bretonul: Sant-Brieg, város Franciaország északnyugati részén, Bretagne régióban, Côtes-d’Armor megye székhelye. A Guet folyó mentén elterülő település püspöki székhely. Kikötőjének neve Légué.

## Története
A város két patak mély völgye között kiugró fennsíkon épült. Nevét és alapítását egy Walesből az 5. században idekerült szerzetesről, hittérítőről, Briocról kapta, aki evangelizálta a régió lakosságát. Az itt található püspökség Bretagne kilenc tradicionális püspökségének egyike.
A patakvölgyek mentén, a város széléről szép kilátás nyílik a tenger felé, különösen az Aubé-halomról, ahonnan rálátni Légué kikötőjére és a völgyet uraló középkori várromra.

## Nevezetességek
- Cathédrale Saint-Étienne de Saint-Brieuc – a 12. században kezdték el építeni, számos püspök síremléke található itt.
- Notre Dame d'Espérance – kápolna és búcsújáróhely, Prudhomme püspök síremlékével.
- Église Saint-Michel – 1837–41 között épült.
- Église Saint-Guillaume – 1852–56 között épült.
- Église Saint-Anne de Robien – 1908–10 között épült.
- Église Saint-Yves
- Saint-Brieuc öböl – tájvédelmi körzet

## Galéria

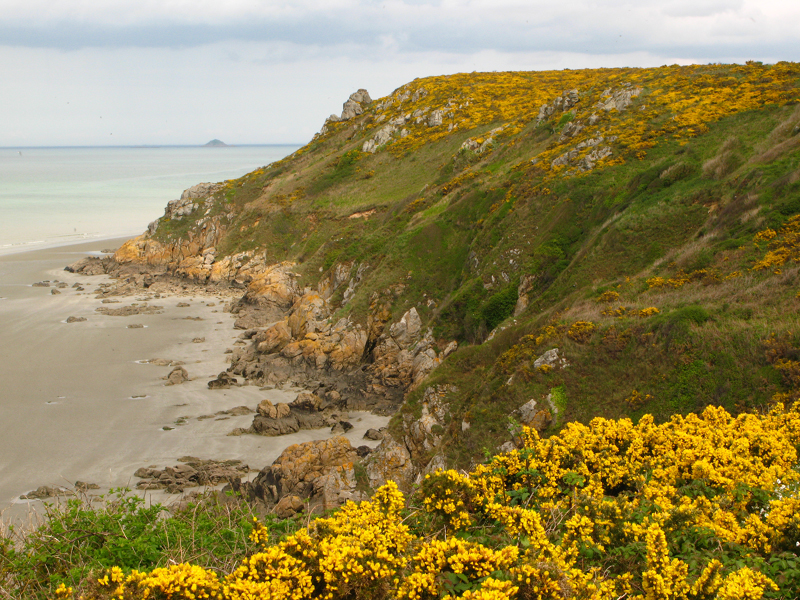
Saint-Brieuc öböl
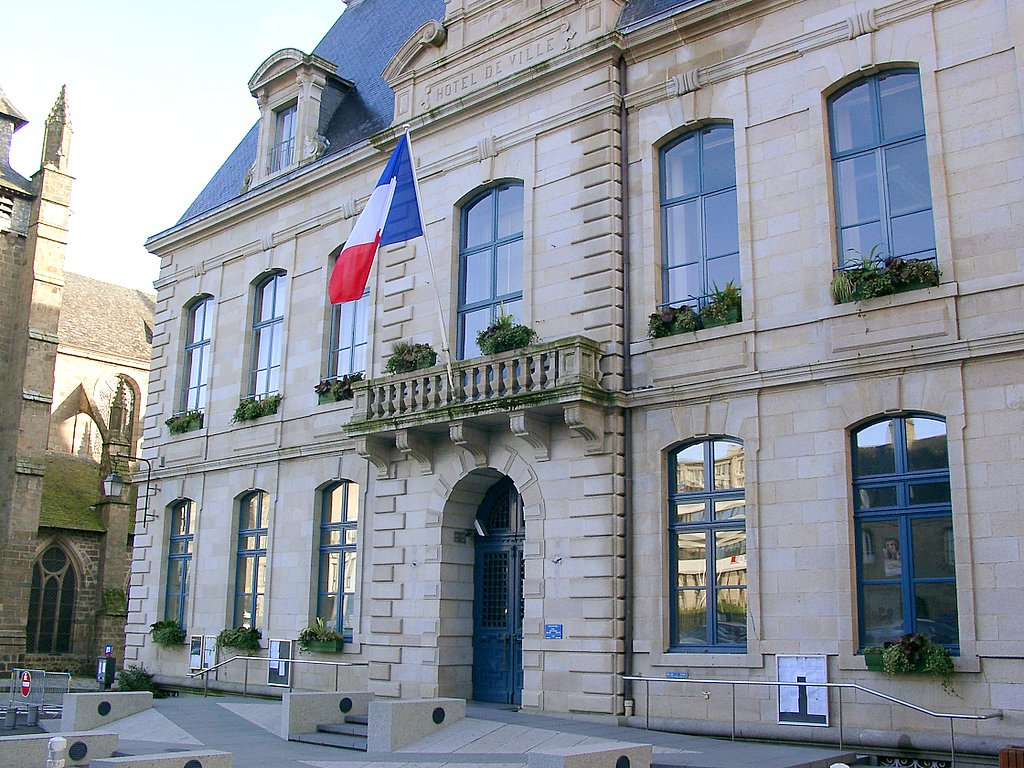
Városháza
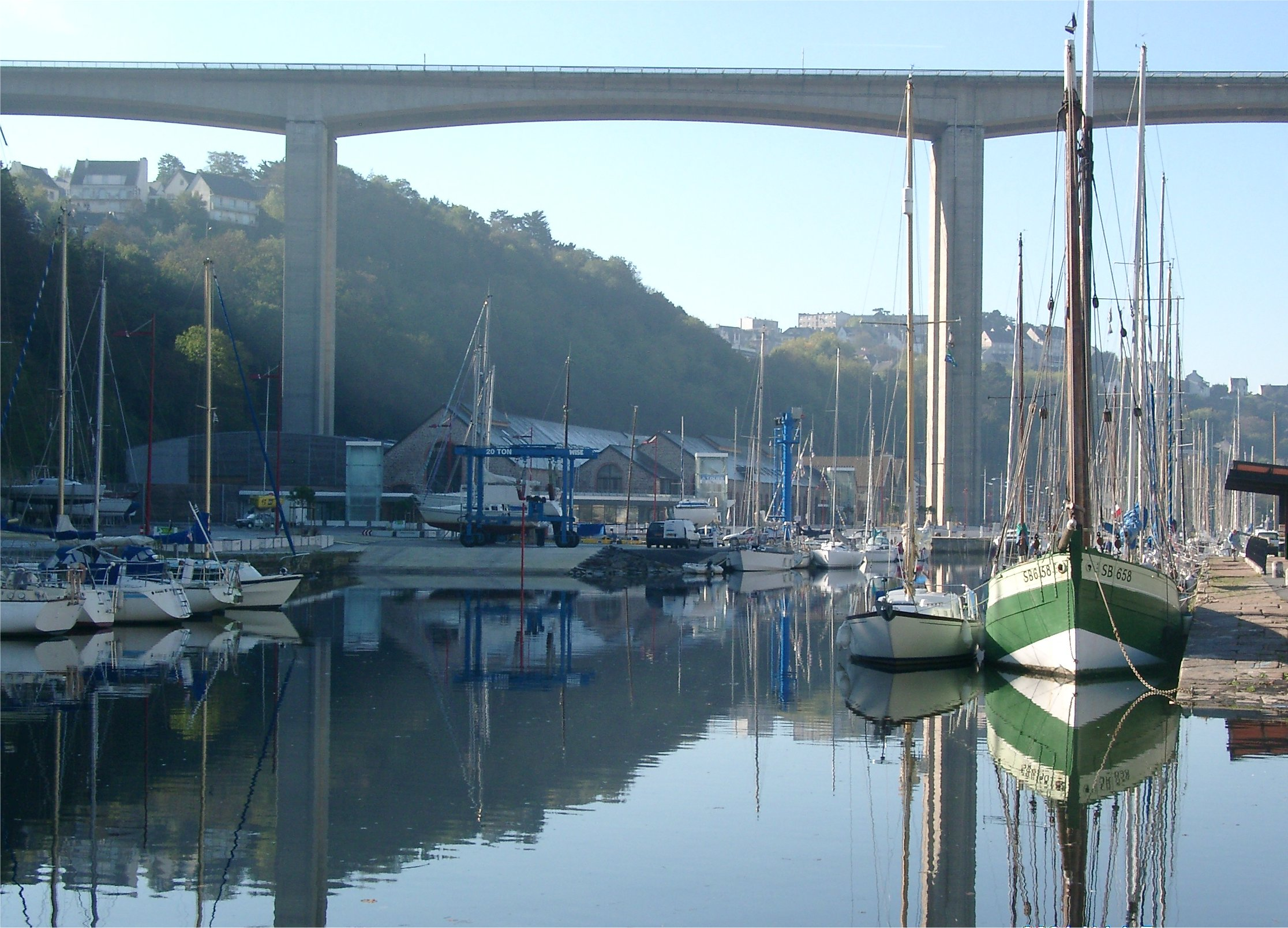
Kikötő a viadukttal
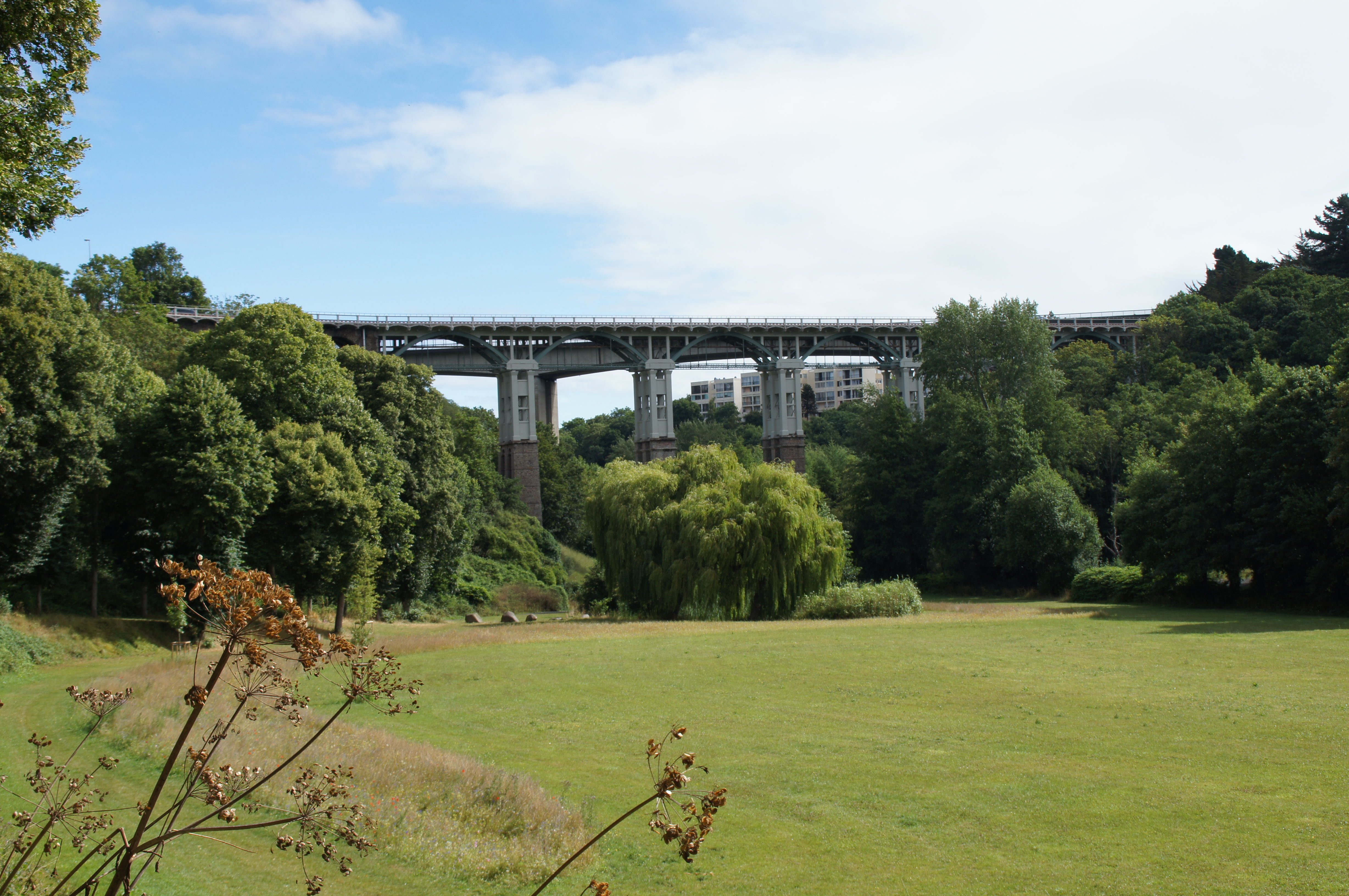
A város fölött átívelő egyik viadukt
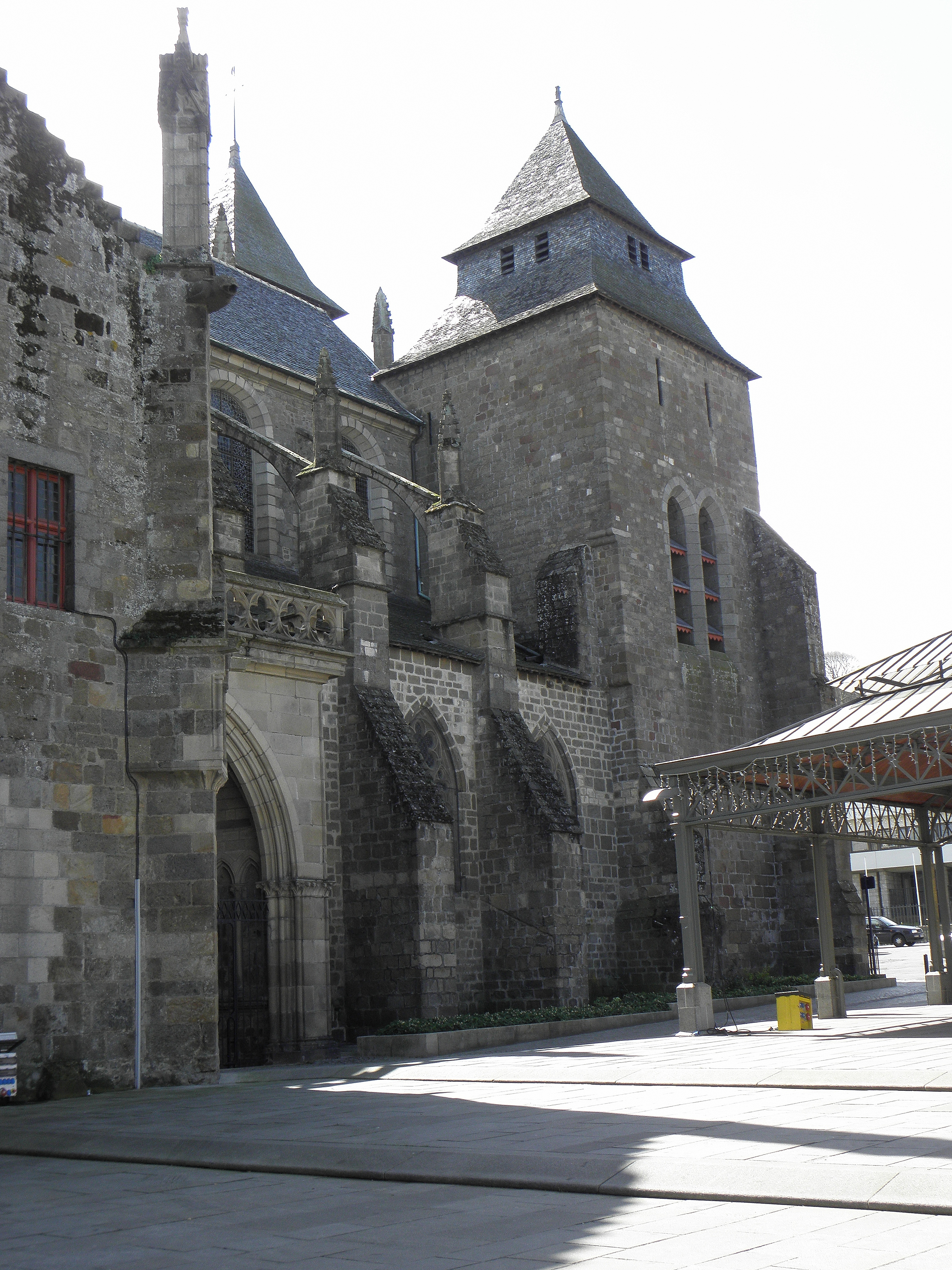
Katedrális
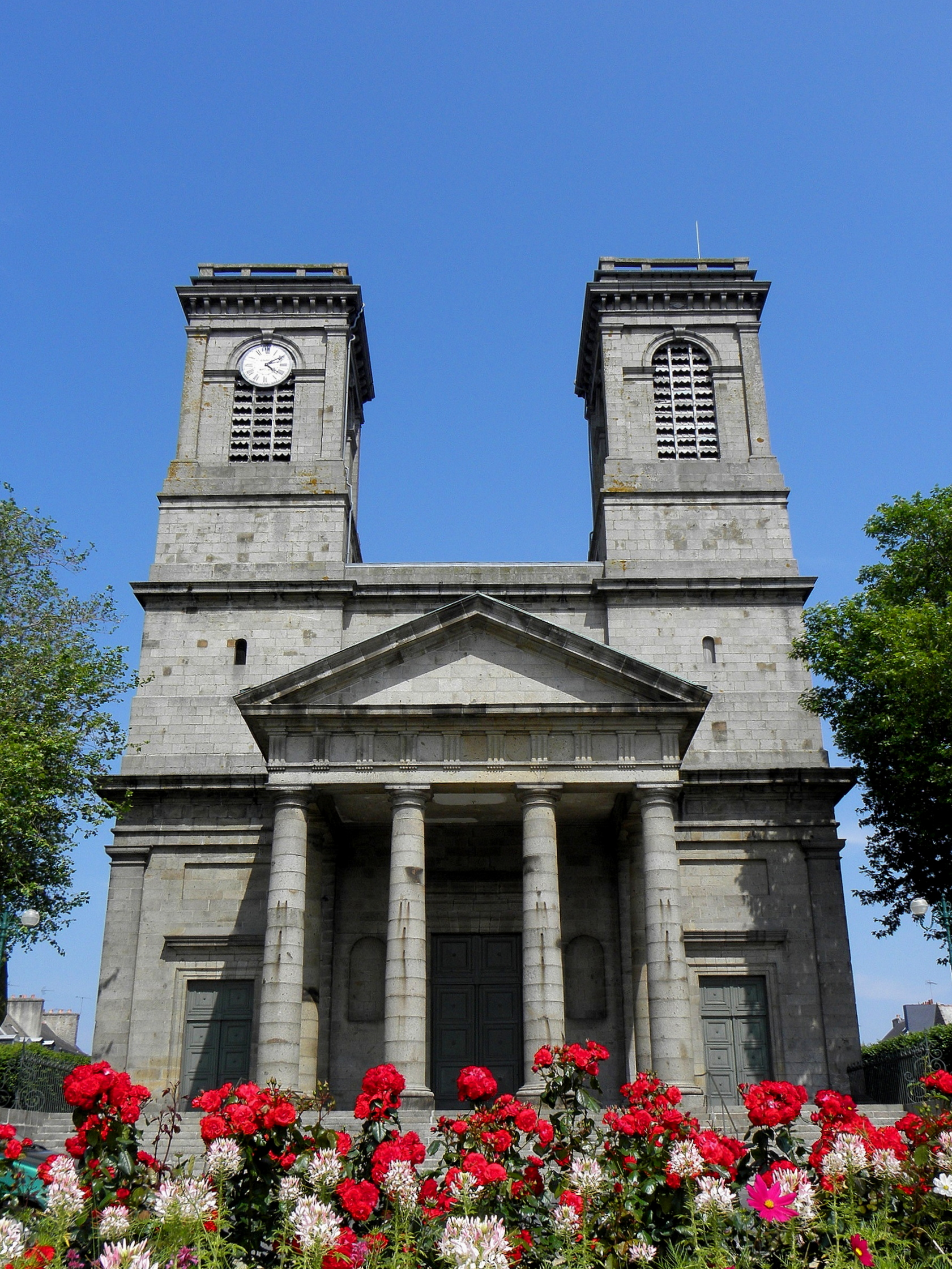
Szent Mihály-templom

## Demográfia
| Év   | Lakosság |
| ---- | -------- |
| 1793 | 7 335    |
| 1800 | 8 394    |
| 1806 | 9 000    |
| 1821 | 9 956    |
| 1831 | 10 420   |
| 1841 | 12 484   |
| 1846 | 13 239   |
| 1851 | 12 813   |
| 1856 | 14 888   |

| Év   | Lakosság |
| ---- | -------- |
| 1861 | 15 341   |
| 1866 | 15 812   |
| 1872 | 15 253   |
| 1876 | 16 355   |
| 1881 | 17 833   |
| 1886 | 19 240   |
| 1891 | 19 948   |
| 1896 | 21 665   |

| Év   | Lakosság |
| ---- | -------- |
| 1901 | 22 198   |
| 1906 | 23 041   |
| 1911 | 23 945   |
| 1921 | 24 511   |
| 1926 | 26 043   |
| 1931 | 28 320   |
| 1936 | 31 640   |
| 1946 | 36 674   |

| Év   | Lakosság |
| ---- | -------- |
| 1954 | 37 670   |
| 1962 | 43 142   |
| 1968 | 50 281   |
| 1975 | 52 559   |
| 1982 | 48 563   |
| 1990 | 44 752   |
| 1999 | 46 087   |
| 2007 | 46 178   |

## Testvérvárosok
- Wales – Aberystwyth
- Görögország – Aghia Paraskevi
- Németország – Alsdorf